# Meine Ehre heißt Treue

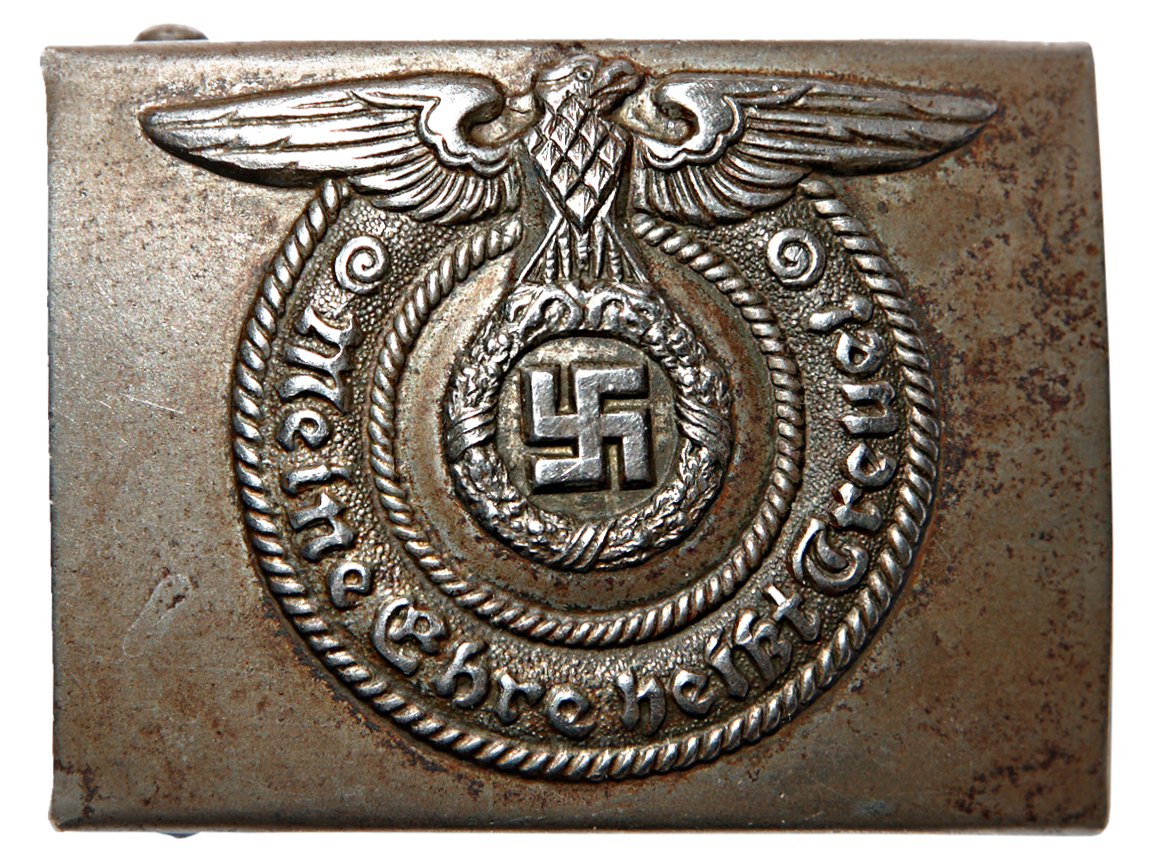
SS-Koppelschloss für Mannschaften mit Parteiadler und dem Wahlspruch Meine Ehre heißt Treue aus der Zeit des Zweiten Weltkriegs.

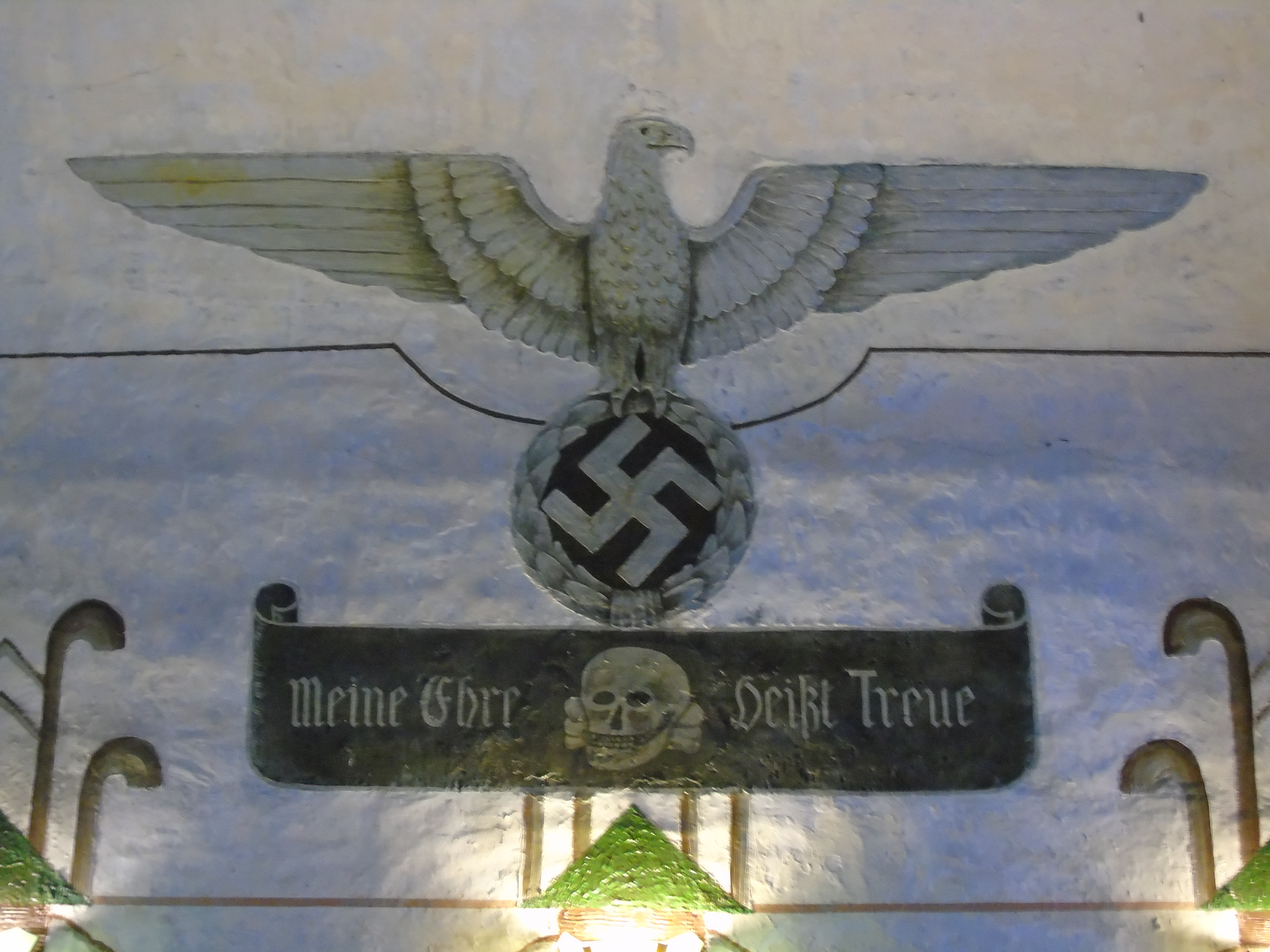
SS-Wahlspruch auf einer Wandmalerei in Fort Breendonk, Belgien.

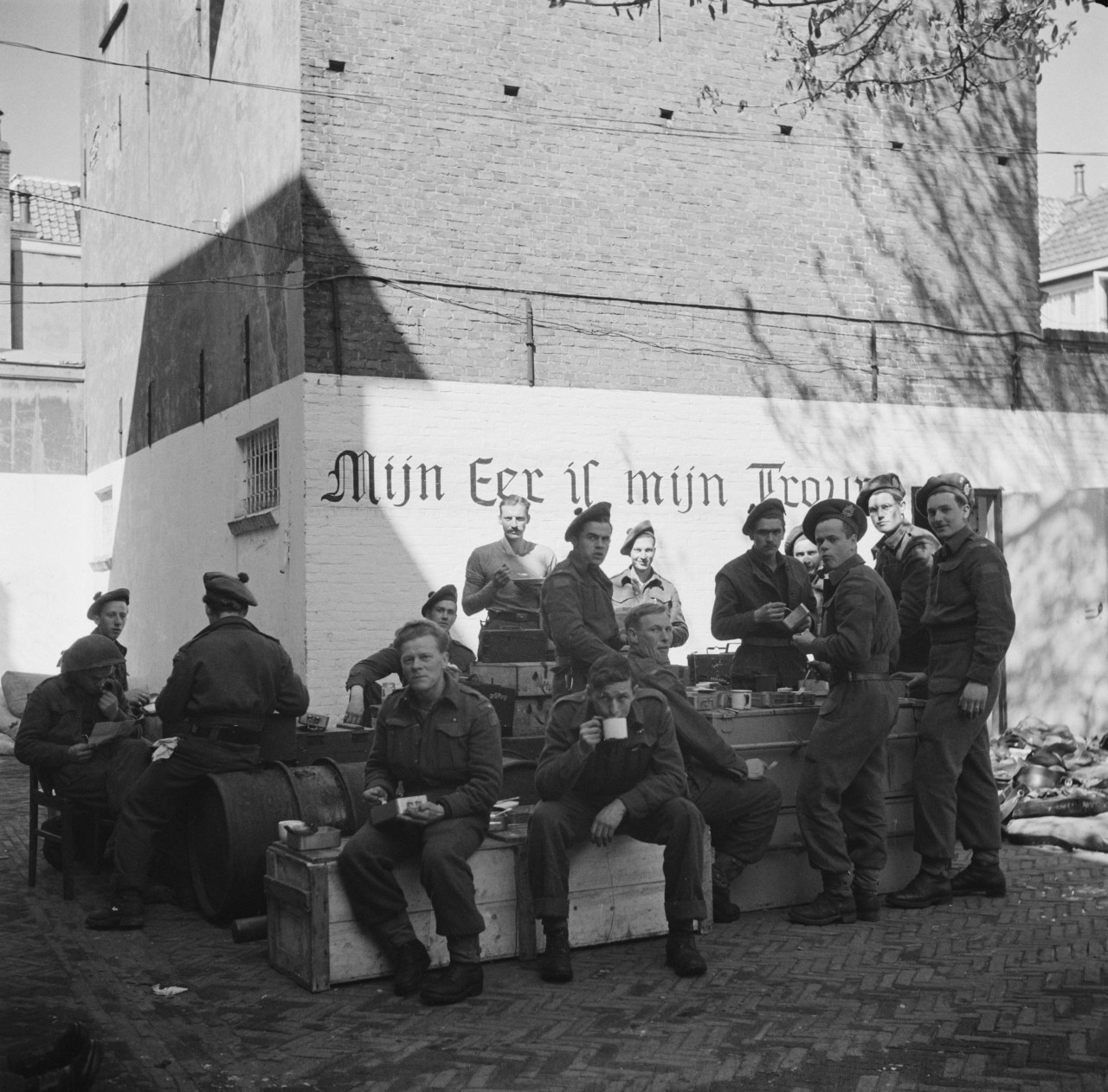
Kanadische Soldaten in Deventer (Niederlande) vor einer Wand mit dem SS-Wahlspruch in niederländischer Sprache: Mijn Eer is mijn Trouw, 1945 (vgl. 23. SS-Freiwilligen-Panzergrenadier-Division „Nederland“).

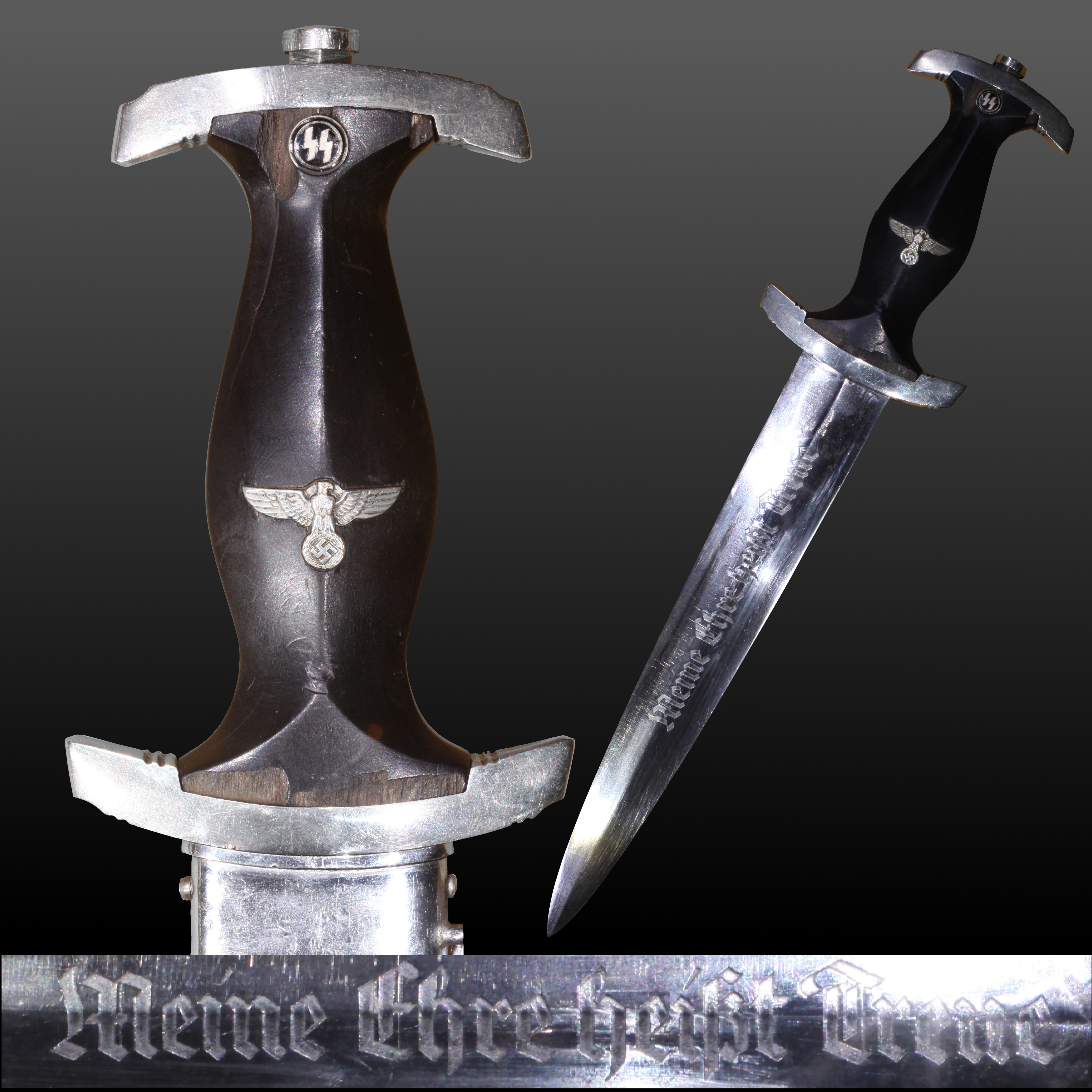
SS-Ehrendolch mit der Inschrift Meine Ehre heißt Treue auf der Klinge.

Meine Ehre heißt Treue war der Wahlspruch der nationalsozialistischen Schutzstaffel (SS) und geht auf Adolf Hitlers Satz „SS-Mann, deine Ehre heißt Treue!“ aus dem Jahr 1931 zurück. In den jeweiligen Landessprachen (niederländisch Mijn Eer Heet Trouw/Mijn Eer is mijn Trouw, norwegisch Min Ære er Troskap, dänisch Troskab vor Ære) war er auch der Wahlspruch der sogenannten Germanischen SS, die in den von Deutschland besetzten germanischsprachigen Staaten und Regionen gebildet wurde. 
Das Verwenden des SS-Wahlspruchs oder Abwandlungen davon sind in einigen Staaten strafbar, in Deutschland durch das Strafgesetzbuch (§ 86a StGB, Verwenden von Kennzeichen verfassungswidriger und terroristischer Organisationen), in Österreich durch das Verbotsgesetz von 1947.
Die Abwandlung „Unsere Ehre heißt Treue“ ist ebenfalls strafbar und wurde unter anderem von der Hilfsgemeinschaft auf Gegenseitigkeit der Angehörigen der ehemaligen Waffen-SS (HIAG) und der Stillen Hilfe für Kriegsgefangene und Internierte verwendet.

## Bedeutung
Traditionelle Tugendbegriffe wie „Ehre“ und „Treue“ oder auch „Kameradschaft“, „Gehorsam“ usw. waren der Soldatensprache entnommen und in der SS-Ideologie reichlich enthalten. Jedoch hat die SS durch einen spezifisch nationalsozialistischen Gebrauch diesen Wörtern ihren eigenen Sinn verliehen. So war der Begriff „Treue“ allein auf die Person Adolf Hitlers ausgerichtet und wurde innerhalb der SS-Ideologie zu einem widerspruchslosen Gehorsam. Dies drückte sich unter anderem im Eid der SS-Männer aus:

„Wir schwören Dir, Adolf Hitler […] Treue und Tapferkeit. Wir geloben Dir und den von Dir bestimmten Vorgesetzten Gehorsam bis in den Tod […]“

Durch die Gleichsetzung der Begriffe „Treue“ und „Ehre“ wurde ein Treuebruch zu einem Ehrverlust. Der Begriff „Ehre“ verlor dadurch seinen traditionellen moralischen Inhalt. Denn die Ehre eines Soldaten etwa, der sich aus Ehrgefühl weigern könnte, an einem Kriegsverbrechen teilzunehmen, spielte im Ehrbegriff der SS keine Rolle mehr. Es zählte allein der Gehorsam.
Die Projektion der Tugendbegriffe auf den Führer hin war notwendig, um den bedingungslosen Gehorsam auch bei verbrecherischen Befehlen zu erreichen. Dies konnte man nicht durch ein Gesetz erzwingen. Es bedurfte der Freiwilligkeit des Soldaten, die durch Umdeutung dieser traditionellen Tugendideale erreicht wurde.

## Verwendung
Der Wahlspruch „Meine Ehre heißt Treue“ fand Verwendung auf dem Koppelschloss der SS. Das Koppelschloss wurde von der Allgemeinen SS und ihren Nebenverbänden (SS-Verfügungstruppe, SS-Totenkopfverbände und der später aus diesen bewaffneten SS-Verbänden entstandenen Waffen-SS) getragen.
Ebenso wurde die Klinge des SS-Ehrendolches mit der Aufschrift versehen. Robert Ley schrieb dazu im Organisationsbuch der NSDAP:

„Treue, Ehre, Gehorsamkeit und Tapferkeit bestimmen das Handeln des Staffelmannes. Seine Waffe trägt die vom Führer verliehene Inschrift: „Meine Ehre heißt Treue!“ Beide Tugenden sind unlösbar miteinander verbunden. Wer hiergegen verstößt, ist unwürdig geworden, der Schutzstaffel anzugehören.“

## Andere Wahlsprüche
- Wehrmacht: Gott mit uns (preußischer Wahlspruch)
- Fallschirmjäger (Wehrmacht): Treue um Treue[5][6]
- französische Fremdenlegion: Ehre und Treue
- US-amerikanische Marineinfanterie (US-Marines): semper fidelis (d. h. immer treu)